# Chirostoma consocium
Chirostoma consocium är en fiskart som beskrevs av Jordan och Hubbs, 1919. Chirostoma consocium ingår i släktet Chirostoma och familjen Atherinopsidae. Inga underarter finns listade i Catalogue of Life.